# Stazione di Potsdam Centrale
La stazione di Potsdam Centrale (in tedesco Potsdam Hbf) è la principale stazione ferroviaria della città tedesca di Potsdam.

## Storia
La stazione entrò in esercizio il 22 settembre 1838 come capolinea della ferrovia proveniente da Berlino, la prima realizzata nel Regno di Prussia. Dieci anni dopo la linea fu prolungata verso Magdeburgo, rendendo la stazione di transito.
Nel 1928 la stazione fu raggiunta dal servizio ferroviario urbano di Berlino, a trazione elettrica, dal 1930 battezzato S-Bahn. Nel 1936 per l'accesso alla S-Bahn venne costruito un piccolo fabbricato in forma di padiglione, su progetto dell'architetto Richard Brademann.
Con la divisione della Germania dopo la seconda guerra mondiale, il governo della Repubblica Democratica Tedesca decise di deviare il traffico ferroviario convergente su Berlino in modo tale da evitare l'attraversamento dei settori occidentali, transitando sull'anello ferroviario esterno, che lambiva la periferia sud-occidentale di Potsdam. Pertanto dal 1958 la stazione di Potsdam si trovò isolata dagli itinerari ferroviari principali, che interessavano invece la stazione periferica di Pirschheide, ribattezzata Potsdam Hauptbahnhof.
La stazione di Potsdam assunse il nome di Potsdam Stadt (1960), e rimase interessata dal solo traffico locale (i cosiddetti "Transitzug" dalla Germania Federale a Berlino Ovest transitavano dalla stazione senza fermare).
La stazione riprese importanza a partire dalla riunificazione tedesca (1990), con la riattivazione della S-Bahn (1992) e la ricostruzione completa degli impianti ferroviari. Dal 1999 la stazione porta il nome di Potsdam Hauptbahnhof.

## Strutture e impianti
Il fabbricato viaggiatori consiste in una moderna struttura a ponte, inaugurata nel 1999 su progetto dello studio Gerkan, Marg und Partner. La struttura contiene, oltre ai servizi per i viaggiatori, numerosi negozi, e si configura così come un vero centro commerciale.
La stazione possiede 6 binari per servizio viaggiatori, serviti da 3 marciapiedi ad isola. Di questi, 4 sono passanti sulla ferrovia nazionale (marciapiedi "A" e "B"), mentre 2 sono terminali, e utilizzati per il servizio S-Bahn.

## Movimento

### Trasporto a lunga percorrenza
Nonostante in passato la stazione fosse servita da un buon numero di collegamenti a lunga percorrenza (fra cui fino al 2006 alcuni treni ICE), tali servizi sono oggi ridotti a pochi collegamenti saltuari.

### Trasporto regionale e S-Bahn
La stazione è servita dalla linea S 7 della S-Bahn, dalle linee regionali RB 20, RB 21, RB 22 e RB 23, e dalla linea regionale espressa RE 1.

## Interscambi
- Fermata tram (S Hauptbahnhof, linee 91, 92, 93, 96, 98 e 99)[5]
- Fermata autobus

### Esplicative
1. ↑  abbreviazione di Potsdam Hauptbahnhof, letteralmente "Potsdam stazione principale"

### Bibliografiche
1. ↑  (DE) Susanne Dost, Richard Brademann (1884–1965). Architekt der Berliner S-Bahn, Berlino, Verlag Bernd Neddermeyer, 2002,  p. 161, ISBN 3-933254-36-1.
2. ↑   Si veda la pianta della stazione sul sito ufficiale DB (PDF), su deutschebahn.com.
3. ↑  (DE) Mappa delle reti della metropolitana e della S-Bahn di Berlino (PDF), su images.vbb.de. URL consultato il 4 ottobre 2017 (archiviato dall'url originale il 5 ottobre 2017).
4. ↑  (DE) Mappa della rete ferroviaria regionale di Berlino e del Brandeburgo (PDF), su images.vbb.de. URL consultato il 4 ottobre 2017 (archiviato dall'url originale il 1º marzo 2017).
5. ↑  (DE) Potsdam - Tagesliniennetz (PDF), su images.vbb.de. URL consultato il 4 ottobre 2017 (archiviato dall'url originale il 5 ottobre 2017).